# Martin Mesík
Martin Mesík (* 17. října 1979 v Banské Bystrici), je bývalý slovenský skokan na lyžích, reprezentant klubu Dukla Banská Bystrica. Skákal na lyžích značky Elan. Osobní rekord skočil v roce 2005, v tréninku na MS v letech na lyžích v rakouském Tauplitz. Tehdy doletěl na značku 195,5 m.
Aktivní kariéru ukončil v roce 2008, jeho nástupcem na postu slovenské jedničky se stal Tomáš Zmoray.

## Kariéra
Takřka po celou kariéru byl slovenskou skokanskou jedničkou, a obvykle skákal jako jediný Slovák závody světového poháru, mistrovství světa, či olympijské hry.

### Světový pohár
Ve světovém poháru debutoval 9. prosince 1995 v týmovém závodě na můstku ve slovinské Planici. Debut mezi jednotlivci se ho pak týkal 13. ledna 1996 ve švýcarském Engeldbergu, kde skončil na 46. místě. První body získal 14. prosince 1996 v Harrachově, kde skončil na 23. místě. Ten závod se dá dost možná zároveň označit za nejúspěšnější ve slovenské historii, na 13. místě se totiž umístil Marián Bielčík. Nakonec však byl pro Martina Mesíka tento závod druhým nejlepším v jeho kariéře, co se závodů světového poháru týká. Lépe už se mu vydařil jenom jednokolový závod ve Willingenu (2003), kde skončil na 16. místě. Tento výsledek pro něj znamenal i nejlepší výsledek v celkové klasifikaci světového poháru, když skončil na 66. místě se ziskem 15 bodů.

### Letní Grand Prix
Lepších výsledků dosáhl na závodech v letní Grand Prix, kde skončil mezi elitní dvacítkou celkem 7x. Nejzdařilejší víkend jeho kariéry přišel v japonské Hakubě (2005), kde si připsal dva nejlepší výsledky. A to sice nejprve 11. a následně 14. místo. Nebyl to však jediný úspěch letní sezony, a tak v celkové klasifikaci skončil na konečném 23. místě, se ziskem 82 bodů.

### Zimní olympijské hry
Martin Mesík se zúčastnil také olympijských her v Naganu, a v Turíně. Zatímco v Turíně se ani jednou neprobojoval kvalifikací do závodu, v Naganu se mu na velkém můstku podařilo postoupit do druhého kola, a tak 26. místo ze zimní olympiády dost možná můžeme označit jako nejlepší výsledek jeho kariéry.

### Mistrovství světa + MS v letech na lyžích
Na mistrovství světa se podařilo tehdejší slovenské dvojce postoupit do druhého kola pouze jedenkrát. V Trondheimu, roku 1997 skončil na 20. místě, které stačilo mimo jiné i na překonání všech českých skokanů, když nejlepší Čech, Jakub Sucháček, skončil až 26.
Na leteckém mistrovství se z prvního kola do dalších bojů Mesík probojoval celkem 3x. Nejlepšího výsledku dosáhl v Obertsdorfu (1998), odkud si odvezl 25. Později ještě přidal 28. místo z Harrachova (2002), a 29. místo z Planice (2004).